# Rhodes (chanteur)
Pour les articles homonymes, voir Rhodes (homonymie).
David Rhodes, dit Rhodes (écrit RHODES), né à Hitchin dans l'Hertfordshire, est un musicien, auteur-compositeur et interprète anglais. Il publie son premier EP Raise Your Love chez Hometown Records en octobre 2013 et son second EP Morning sur Rhodes Music le 12 mai 2014. Son premier album Wishes sort le 18 septembre 2015.

## Carrière

### 2013: Début de carrière etRaise Your LoveEP
La musique de Rhodes commence à se répandre en 2013 quand sa chanson démo "Always" a été diffusé par Amazing Radio au début de l'été, elle a ensuite été choisie par la BBC Radio 1. S'ensuit un été très occupé comme première partie d'artistes tels que, Rufus Wainwright, Laura Marling and Nick Mulvey en Grande-Bretagne. Son premier EP ‘Raise Your Love’ paraît sous le label, Hometown Records en octobre 2013.

### 2014:MorningEP et performances
Le 12 mars 2014, Rhodes dévoile la chanson "Your Soul" - qui a été présentée pour la première fois par Zane Lowe à la BBC Radio 1 dans la catégorie 'Next Hype' (pour les nouveaux artistes) – issue de son deuxième EP ‘Morning" sorti le 11 mai 2014.
Dans cet EP, Rhodes enregistre et travaille aux côtés de Ian Grimble and Tim Bran/Roy Kerr, producteurs qui ont déjà travaillé avec des artistes comme London Grammar et Daughter.
De mars à avril 2014, Rhodes termine sa première tournée anglaise, inclut trois concerts de suite, en rupture de stock, au Sebright Arms à Londres le 8, 9 et 10 avril 2014. > Il fait la première partie de London Grammar pendant leur tournée anglaise (dont un concert sur la scène du Carling Brixton Academy) ainsi que Sam Smith en Angleterre au Roundhouse et en Europe (Amsterdam et Paris).
Rhodes donne une performance live à la BBC Radio 1 "Big Weekend" à Glasgow au festival de la BBC qui introduit les nouveaux artistes le 25 mai ainsi qu'au Glastonbury Festival le 29 juin au Rabbit Hole stage. Pour certains de ses concerts Rhodes est accompagné de Tommy Ashby, son guitariste, également lui-même artiste en solo.

## Discographie

### Albums studio
| Titre              | Détails                                                                                                 | Positions dans les charts | Positions dans les charts | Positions dans les charts | Positions dans les charts | Positions dans les charts |
| Titre              | Détails                                                                                                 | UK                        | BEL                       | GER                       | SCO                       | SWI                       |
| ------------------ | --- | ------------------------- | ------------------------- | ------------------------- | ------------------------- | ------------------------- |
| Wishes             | - Sorti: 18 septembre 2015 - Label: Rhodes Music/Ministry Of Sound - Format: digital téléchargement, CD | 24                        | 78                        | 82                        | 28                        | 73                        |
| Friends Like These | - Sorti: 27 janvier 2023 - Label: Rhodes Music/Nettwerk Music - Format: digital téléchargement, CD      |                           |                           |                           |                           |                           |

### Albums et EPs
| Titres              | Détails |
| ------------------- | --- |
| Raise Your Love     | - Sorti: 28 octobre 2013 - Re-sorti: 21 mars 2014 - Label: Hometown Records, Rhodes Music - Format: digital téléchargement, LP |
| Morning             | - Sorti: 11 mai 2014 - Label: Rhodes Music - Format: digital download, LP                                                      |
| Home                | - Sorti: 19 octobre 2014 - Label: Rhodes Music - Format: digital téléchargement, LP                                            |
| Turning Back Around | - Sorti: 12 avril 2015 - Label: Rhodes Music - Format: digital téléchargement, LP                                              |

### Singles
| 2014                                                                            | "Raise Your Love" (Live au défilé Burberry) | —  | —  | —  | —  | —  | NC     |
| 2015                                                                            | "Close Your Eyes"                           | 85 | —  | —  | 77 | —  | Wishes |
| 2015                                                                            | "Let It All Go" (avec Birdy)                | 58 | 50 | 66 | 23 | 14 | Wishes |
| 2016                                                                            | "Your Soul (Holding On)" (vs. Felix Jaehn)  | —  | —  | —  | —  | 93 | NC     |
| "—" signale un single qui n'a pas été dans les charts ou alors sorti de ceux-ci |                                             |    |    |    |    |    |        |